# IROC XXVIII
La 28e édition de l'International Race of Champions, disputée en 2004, a été remportée par l'Américain Matt Kenseth. Tous les pilotes conduisaient des Pontiac Trans Am.

## Courses de l'IROC XXVIII
| Date             | Lieu       | Vainqueur     | Nationalité | Championnat d'origine          |
| 13 février 2004  | Daytona    | Ryan Newman   | États-Unis  | Nextel Cup (NASCAR)            |
| 2 avril 2004     | Fort Worth | Danny Lasoski | États-Unis  | Sprint cars (World of Outlaws) |
| 9 septembre 2004 | Richmond   | Matt Kenseth  | États-Unis  | Nextel Cup (NASCAR)            |
| 30 octobre 2004  | Atlanta    | Matt Kenseth  | États-Unis  | Nextel Cup (NASCAR)            |

## Classement des pilotes
| Classement | Pilote            | Pays             | Championnat                     | Points |
| ---------- | ----------------- | ---------------- | ------------------------------- | ------ |
| 1er        | Matt Kenseth      | États-Unis       | Nextel Cup (NASCAR)             | 72     |
| 2e         | Ryan Newman       | États-Unis       | Nextel Cup (NASCAR)             | 67     |
| 3e         | Kevin Harvick     | États-Unis       | Nextel Cup (NASCAR)             | 55     |
| 4e         | Jimmie Johnson    | États-Unis       | Nextel Cup (NASCAR)             | 54     |
| 5e         | Kurt Busch        | États-Unis       | Nextel Cup (NASCAR)             | 54     |
| 6e         | Danny Lasoski     | États-Unis       | Sprint cars (World of Outlaws)  | 51     |
| 7e         | Scott Sharp       | États-Unis       | IndyCar Series (IRL)            | 32     |
| 8e         | Travis Kvapil     | États-Unis       | Craftsman Truck Series (NASCAR) | 31     |
| 9e         | Hélio Castroneves | Brésil           | IndyCar Series (IRL)            | 28     |
| 10e        | Scott Dixon       | Nouvelle-Zélande | IndyCar Series (IRL)            | 26     |
| 11e        | Steve Kinser      | États-Unis       | Sprint cars (World of Outlaws)  | 26     |
| 12e        | J.J. Yeley        | États-Unis       | Sprint cars (USAC)              | 20     |